# مرترت
مرترت (به لوکزامبورگی: Mäertert) یک شهرداری در استان گرونماخر کشور لوکزامبورگ است که ۱۵٫۲۵ کیلومترمربع مساحت دارد و جمعیت آن در سال ۲۰۰۹ میلادی ۳۵۰۰ نفر بوده‌است.